# Мартинюк Михайло Миронович
Михайло Миронович Мартинюк (нар. 20 грудня 1925, Ліхачі, Поліське воєводство, Польська Республіка (1918—1939)) — російський математик українського походження. Доктор фізико-математичних наук, викладає в московському університеті дружби народів імені Патріса Лумумби.

## Життєпис
Михайло народився на українсько-білоруському порубіжжі в Берестейщині (яка перебувала у складі II Речі Посполитої), саме в невеличкому селі Лихачі, на поруч із Пружанами. Найстарший син (а було аж 6 дітей) української селянської родини Мартинюків був здібним хлопчаком, і після початкової школи закінчив Пружанську гімназію імені Адама Міцкевича.
У часи Німецько-радянської війни, коли поліське село окупували німці, частина селян не згодилися з цим і пішли партизанити. А після чергової партизанської вилазки, коли була спалена поліцейська дільниця, загарбники вчинили каральну експедицію, винищивши чоловіче населення села. Тому 17 липня 1942 року Михайло залишився сиротою. Після визволення села юнак пішов до війська і служив у зенітно-артилерійському полку.
Після війни Михайло Мартинюк подався вчителювати, викладаючи німецьку мову в місцевій школі. Потім він подав документи до університету і, заочно навчаючись, працював учителем у селах Червоне, Рудники, містечку Малеч та містечку Івацевичі.
На початку 1960-х років Михайло перебрався до Москви, щоб продовжити навчання та здобуття ученого ступеня. В 1963 році він закінчив аспірантуру і залишається в університеті, викладаючи фізику. Уся подальша його викладацька кар'єра пов'язана з Університетом дружби народів імені Патріса Лумумби.

## Видання
За свого творчого життя Михайло Мартинюк став автором понад 120 наукових праць. У науковому колі відомі дві його монографії. Крім того, ним була видана автобіографічна книжка про перипетії його життя.
- «Электронная эмиссия: Учебное пособие» / М. М. Мартынюк ; Міністерство вищої і середньої спеціальної освіти СРСР, 85,(4) з. іл. 20 см, М. Видавництво Університету дружби народів / 1985 р.;
- «Параметры критической точки металлов: Учебное пособие» / М. М. Мартынюк ; Державний комітет СРСР з народної освіти, 62,(1) з. іл. 20 см, М. Видавництво Університету дружби народів / 1989 р.;
- «Зигзаги жизни: Автобиографическая повесть; Трудный путь в науку» / М. М. Мартынюк; — М.:Видавництво Університету дружби народівВидавництво Університету дружби народів, 2006 р. — 221 с. — ISBN 9785209009597.

## Патенти науковця
- Пристрій для отримання металічного порошку[4]
- Спосіб розпилення рідини[5]
- Пристрій для отримання металічних порошків[6]
- Спосіб руйнування твердих середовищ струменем рідини і пристрій для його здійснення[7]